# Jessica Leccia
Jessica Leccia, née le 8 janvier 1976, est une actrice américaine.

## Biographie
Jessica Leccia est mariée à Brian Malloy, ils ont eu leur premier enfant Ivy Lola Malloy le 10 juin 2009.

## Filmographie
- 2001 : Snipes : la réceptionniste
- 2005 : New York, cour de justice (série télévisée) : Hope Newhall
- 2005 : Rescue Me : Les Héros du 11 septembre (série télévisée) : Mary Magdalene
- 2005 : Preaching to the Choir : la groupie
- 2006 : The Wedding Album (téléfilm) : Jasmine
- 2006 : Slippery Slope : Stacy
- 2006 : Love Monkey (série télévisée) : détective Aida Perez
- 2006 : As the World Turns (série télévisée) : Innocencia
- 2007 : Queens Supreme (série télévisée) : Erin Glover
- 2007-2009 : Haine et Passion (série télévisée) : Natalia Rivera
- 2010 : Mercy Hospital (série télévisée) : Camilla
- 2010-2011 : On ne vit qu'une fois (série télévisée) : Inez Salinger
- 2012 : NYC 22 (série télévisée) : Sarah
- 2012 : 30 Rock (série télévisée) : Maria
- 2013 : The Grove (téléfilm) : Ivy
- 2013 : The Carrie Diaries (série télévisée)
- 2013 : Tio Papi : Daniella
- 2014 : Believe (série télévisée) : Bonnie
- 2015 : The Mysteries of Laura (série télévisée) : Jessica Bergman
- 2015 : Person of Interest (série télévisée) : Linda Khan
- 2015 : The Adderall Diaries
- 2017 : A Million Happy Nows : Eva Morales
- 2009-2017 : Venice: The Series (en) (série télévisée) : Ani Martin
- 2025 : New York, police judiciaire : Odette Ruiz (saison 24, épisode 20)